# Toplica (région)
Pour les articles homonymes, voir Toplica.
La Toplica (en serbe cyrillique : Топлица) est une région située au sud-est de la Serbie. Elle doit son nom à la rivière Toplica, un affluent de la Južna Morava.

## Géographie

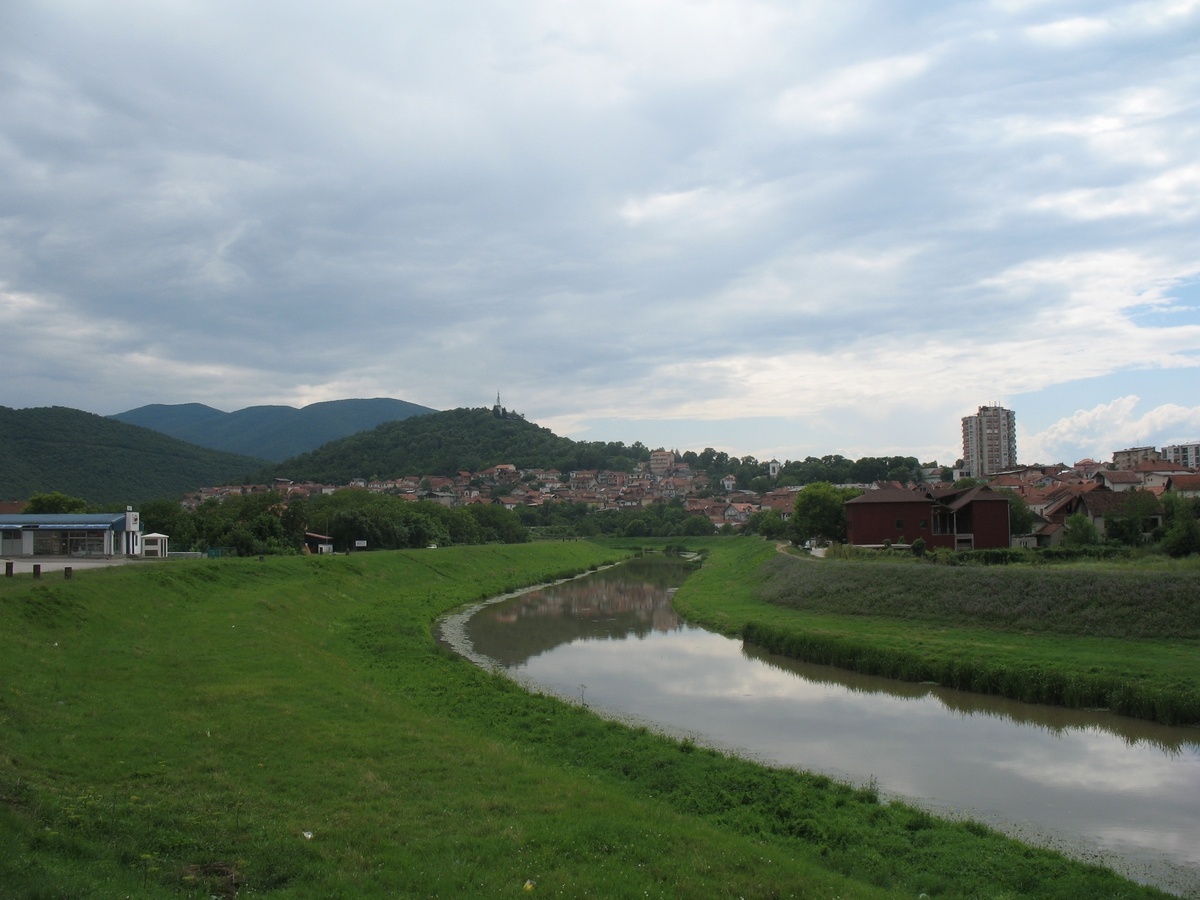
La vallée de la Toplica près de Prokuplje

La région de la Toplica est particulièrement fertile. Elle produit des céréales, des fruits et des raisins. Ces raisins servent à la fabrication du vin de Prokuplje (en serbe : prokupljačko vino), particulièrement réputé. La partie centrale de la région s'étend dans la dépression de Toplica/Prokuplje (Toplička/Prokupačka kotlina), entre les montagnes du Veliki Jastrebac au nord et celles de Sokolovica, Vidojevica et Pasjača au sud.

## Localités

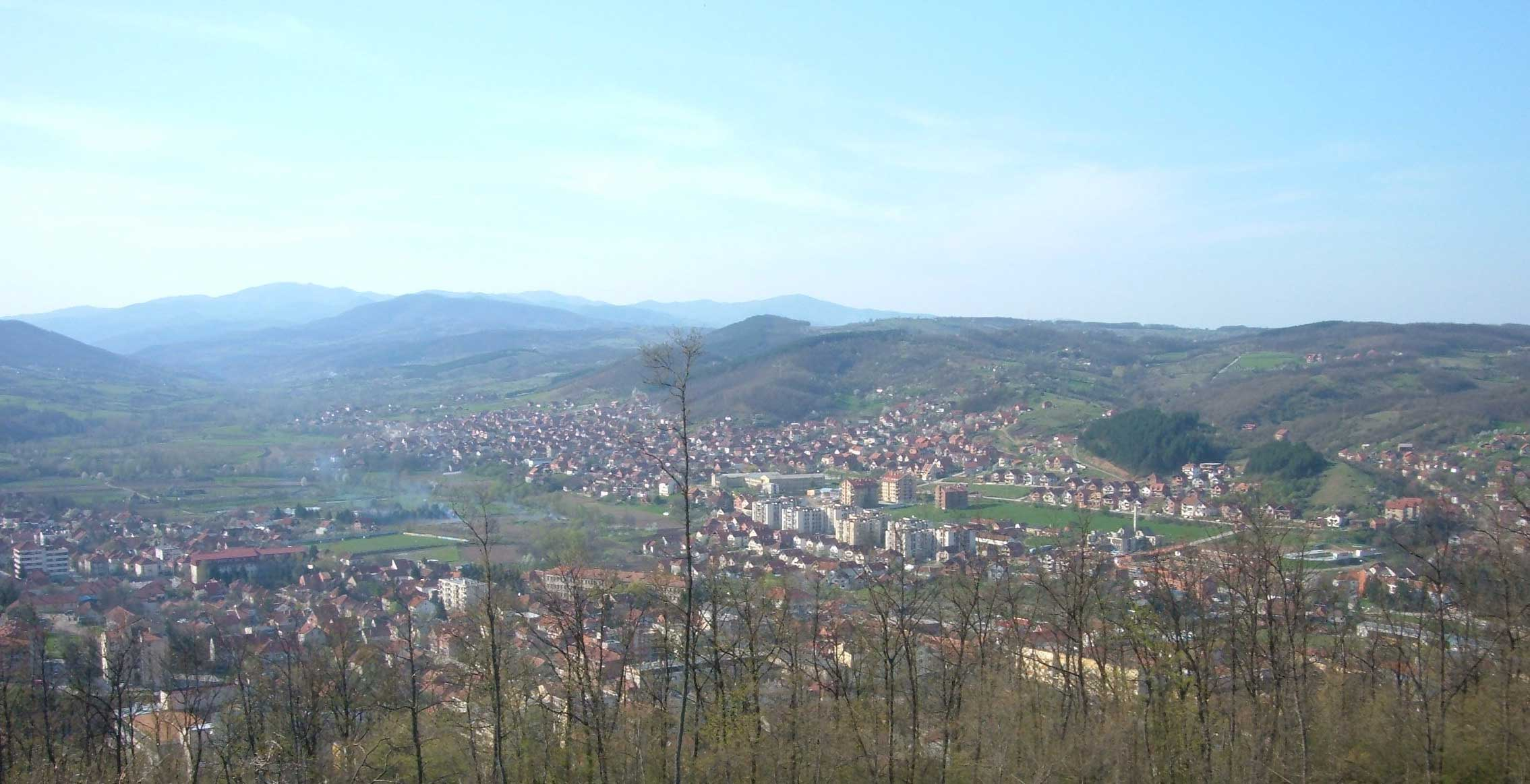
La Toplica près de Kuršumlija

Les localités les plus importantes de la région de la Toplica sont Prokuplje et Kuršumlija.